# Blink-182 (альбом)
Blink-182 — п'ятий студійний альбом американського поп-панк колективу Blink-182. Реліз платівки відбувся 18 листопада 2003 року на лейблі Geffen Records. Продюсером альбому був Джері Фінн. Після закінчення концертного туру у підтримку попереднього альбому Take Off Your Pants and Jacket (2001), учасники гурту взяли перерву та зайнялись своїми сайд-проектами (Box Car Racer та Transplants). Платівка записувалась у 2003 році та її звучання досить кардинально відрізнялось від попередніх робіт Blink-182. Гурт почав експериментувати зі звучанням, які були спричинені змінами у особистому житті учасників Blink-182 (всі учасники стали батьками перед виходом альбому).
Альбом мав комерційних успіх у США. Незважаючи на деяку критику фанів гурту, загалом платівка отримала позитивні відгуки критиків та отримала платиновий статус від Recording Industry Association of America (RIAA). До альбому увійшло чотири сингли: «Feeling This», «I Miss You», «Down» та «Always». Це був останній запис гурту до свого розпаду у 2005 році та об'єднання у 2009, а також остання платівка, продюсером якої був Джері Фінн, який помер у 2008 році.

## Музика
Критики відзначили, що музика в альбомі стала дорослішою, переважно завдяки відсутності типового «туалетного гумору», властивого попереднім альбомам гурту.

## Список композиций
Автор музики і слів Blink-182 (Том ДеЛонг, Марк Гоппус и Тревіс Баркер), крім тих де зазначено інше. 
| #     | Назва                                             | Тривалість |
| ----- | ------------------------------------------------- | ---------- |
| 1.    | «Feeling This»                                    | 2:53       |
| 2.    | «Obvious»                                         | 2:43       |
| 3.    | «I Miss You»                                      | 3:47       |
| 4.    | «Violence»                                        | 5:20       |
| 5.    | «Stockholm Syndrome»                              | 2:42       |
| 6.    | «Down»                                            | 3:03       |
| 7.    | «The Fallen Interlude» (Blink-182, Джек Гонсалез) | 2:13       |
| 8.    | «Go»                                              | 1:53       |
| 9.    | «Asthenia»                                        | 4:20       |
| 10.   | «Always»                                          | 4:12       |
| 11.   | «Easy Target»                                     | 2:20       |
| 12.   | «All of This» (Blink-182, Роберт Сміт)            | 4:40       |
| 13.   | «Here's Your Letter»                              | 2:55       |
| 14.   | «I'm Lost Without You»                            | 6:22       |
| 49:23 |                                                   |            |

### Бонус треки
| Міжнародний реліз | Міжнародний реліз                    | Міжнародний реліз |
| #                 | Назва                                | Тривалість        |
| ----------------- | ------------------------------------ | ----------------- |
| 15.               | «Anthem Part Two» (концерт у Чикаго) | 3:45              |

| Британський реліз | Британський реліз                    | Британський реліз |
| #                 | Назва                                | Тривалість        |
| ----------------- | ------------------------------------ | ----------------- |
| 15.               | «Not Now»                            | 4:09              |
| 16.               | «Anthem Part Two» (концерт у Чикаго) | 3:45              |

| Корейський реліз | Корейський реліз                   | Корейський реліз |
| #                | Назва                              | Тривалість       |
| ---------------- | ---------------------------------- | ---------------- |
| 15.              | «Not Now»                          | 4:09             |
| 16.              | «The Rock Show» (концерт у Чикаго) | 3:07             |

| Японський реліз | Японський реліз                    | Японський реліз |
| #               | Назва                              | Тривалість      |
| --------------- | ---------------------------------- | --------------- |
| 15.             | «The Rock Show» (концерт у Чикаго) | 3:07            |

| Австралійський реліз | Австралійський реліз                     | Австралійський реліз |
| #                    | Назва                                    | Тривалість           |
| -------------------- | ---------------------------------------- | -------------------- |
| 15.                  | «I Miss You» (концерт в Міннеаполісі)    | 3:58                 |
| 16.                  | «The Rock Show» (концерт в Міннеаполісі) | 3:03                 |